# Мечеть Акмар
Аль-Джамих аль-Акмар, или мечеть Аль-Акмар (араб. الجامع الأقمر‎, буквально: мечеть в лунном свете), была построена как соседская мечеть фатимидским визирем аль-Мамуном аль-Батаихи в 1125—1126 гг. н. э. (519 год Хиджры). Подобно мечетям Аль-Азхар (970 г.) и Аль-Хакима (990—1013 гг.), ранее называвшейся Аль-Анвар, название мечети Аль-Акмар является эпитетом покровителя в связи со светом. Мечеть расположена на том месте, которое когда-то было главным проспектом и церемониальным центром Каира, в непосредственной близости от дворцов фатимидских халифов, известно сегодня как улица Муизз.

## История

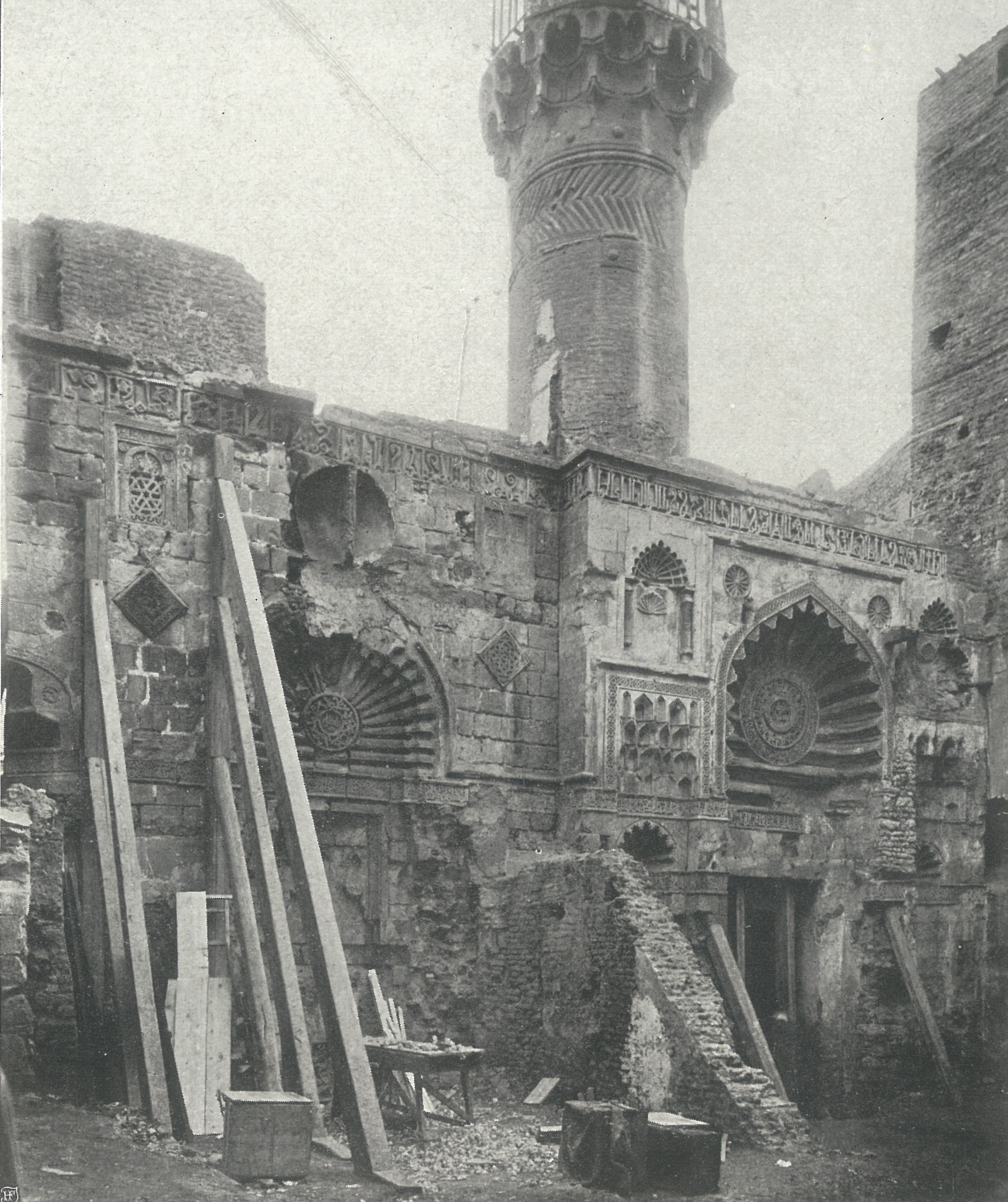
Мечеть в 1906 году, до современной реставрации (правая половина фасада была утрачена)

Мечеть была построена фатимидским визирем аль-Мамуном аль-Батаихи, который служил в этой должности с 1121 по 1125 годы при халифе аль-Амире. Он служил в период великого политического и духовного кризиса в Фатимидском халифате, вскоре после внезапного вторжения Первого крестового похода. Он инициировал ряд реформ и возродил церемониальные аспекты халифата, как в суде, так и в обществе. Он также создавал другие постройки и ремонтные работы в великих дворцах Фатимидов. Он был арестован вскоре после завершения строительства мечети в 1125 году и был казнён через 3 года. Аль-Мамун вырос в нищете после смерти своего отца и до того, как его нанял визирь Аль-Афдаль Шаханшах (его предшественник), он работал на низко-статусных работах, которые, как сообщается, включали в себя навыки обучения. Этот ранний опыт, возможно, поощрил его более поздние архитектурные достижения.
Мечеть Аль-Акмар была построена в северо-восточном углу восточного Большого дворца Фатимидов и, возможно, служила как соседям, так и обитателям дворца. Его соседство с дворцом, возможно, было одной из причин, по которой в нём не было минарета; чтобы никто не взбирался на минарет и не заглядывал во дворцы халифа.
Мамлюкский эмир Ялбуга ас-Салими восстановил мечеть в 1393 году или 1397 году и добавил минарет (который рухнул в 1412 году, а затем был восстановлен), а также торговые ряды справа от входа. Ас-Салими также восстановил или заменил минбар, михраб и зону омовения.
В 1993 году мечеть была тщательно и основательно отремонтирована Давуди Бохра. Это включало замену михраба ас-Салими новым мраморным михрабом и реконструкцию южной половины внешнего фасада путём воспроизведения сохранившейся северной половины. Этот ремонт подвергся критике за то, что он пожертвовал некоторыми историческими элементами мечети, особенно в её интерьере.

## Архитектура
Мечеть была названа «оригинальным» памятником в истории архитектуры Каира. Это важно для двух особенностей, в частности: отделка фасада и дизайн плана пола.

### План и макет
Мечеть Аль-Акмар является первым зданием в Каире с корректировкой по выравниванию улиц. План мечети Аль-Акмар — гипостильный с тремя нефами на стороне киблы и одним нефом вокруг квадратного двора. Во дворе вокруг четырёхцентровых арок проходит полоса простых куфических надписей с цветочным фоном. Новизна плана заключается в выравнивании фасада с улицей в отличие от его внутреннего пространства, которое остаётся ориентированным на киблу. Чтобы учесть эту разницу в углах при сохранении внутренней симметрии, в конструкции используются изменения толщины стен. Здесь выравнивание улиц начинает играть ключевую роль, потому что улица Муизз, ранее известная как Касаба, стала самой важной улицей в старом городе, а фасад мечети должен был гармонировать с соседними халифскими дворцами Фатимидов.

### Особенности оформления фасада

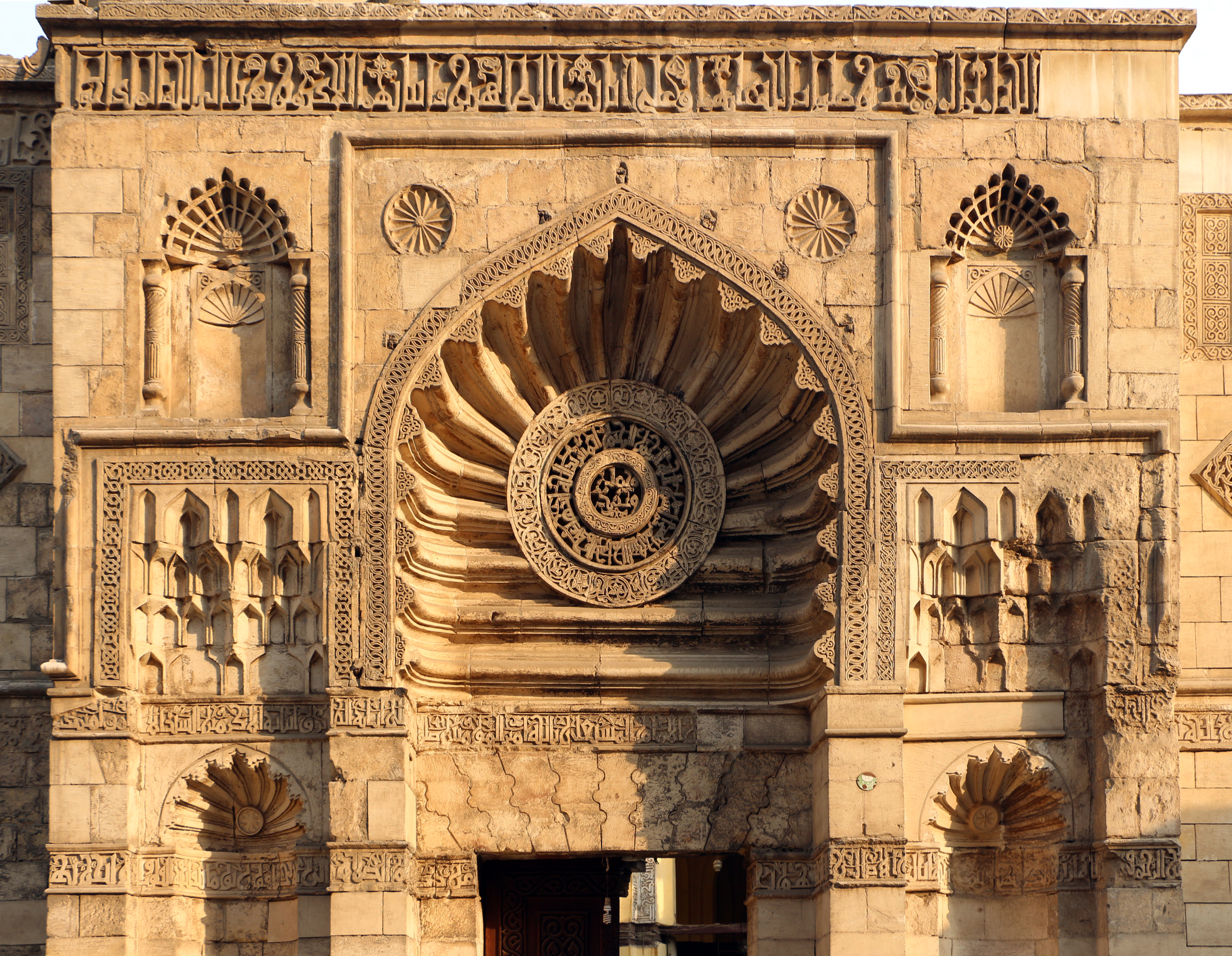
Фасад мечети (центральная часть). Остатки надписи на фундаменте видны вдоль вершины

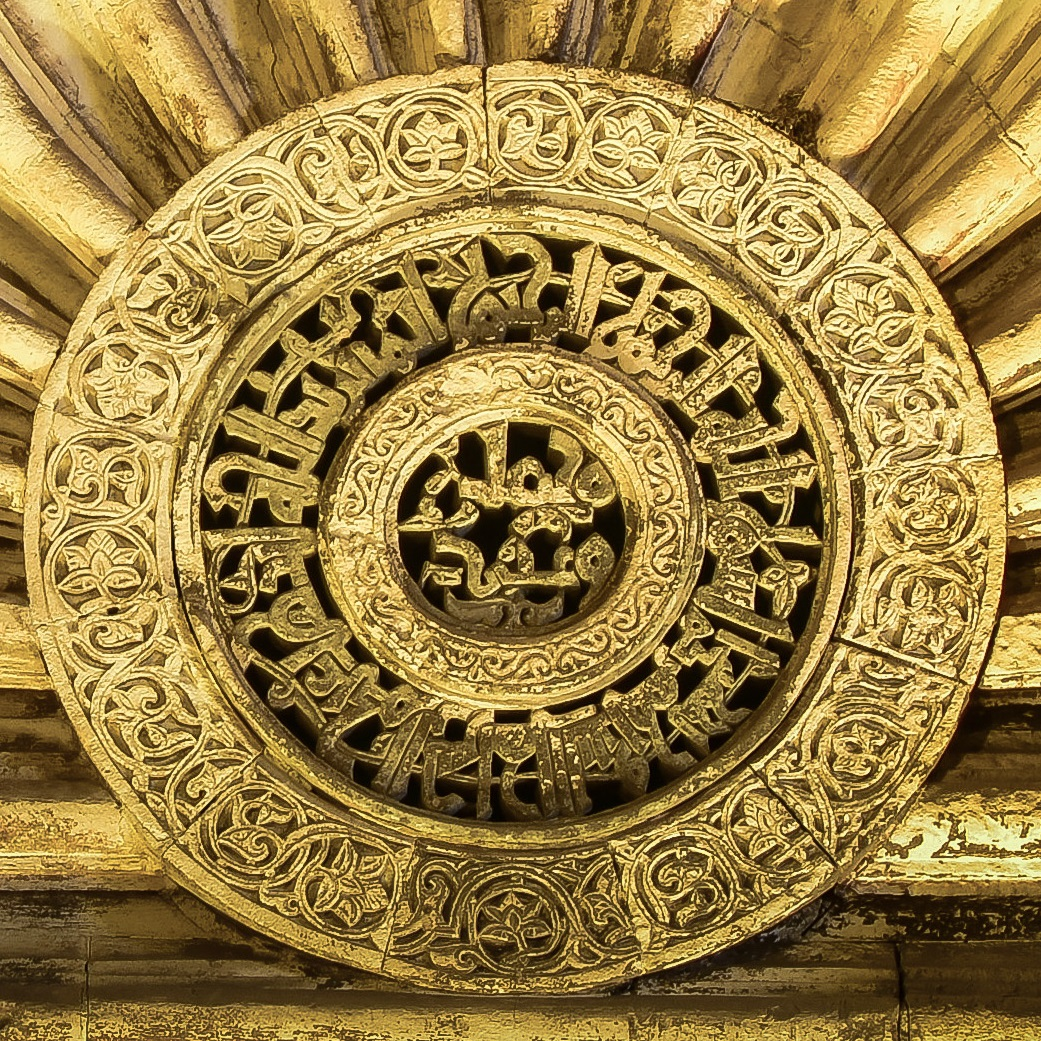
Резной медальон, состоящий из надписей, в середине фасада, над входом.

Мечеть Аль-Акмара была самой ранней, имеющей роскошный декор по всему фасаду. Элементы, украшающие фасад, имеют символическое значение и могут интерпретироваться различными способами (см. также галерею ниже). Одна примечательная особенность — большой медальон в капюшоне главной ниши над входом. Этот эпиграфический медальон выполнен в виде решётки, которая уникальна для декоративного репертуара архитектурных фасадов в Каире. Надпись «Мухаммед и Али» занимает центр медальона, окружённого надписью Корана. Надпись Корана вокруг медальона начинается с нижней правой стороны, заявляя:

«Во имя Аллаха, Милостивого, Милосердного, о Люди Дома [ахль аль-байт], Бог желает только убрать от вас мерзость и очищение, чтобы очистить вас».
— 
Фатимиды специально интерпретируют эту надпись Корана как ссылку на себя, используя её как заявление о легитимности и проявлении идеологии шиитов. Последние несколько слов надписей сжаты и помещены в новую строку, что указывает на то, что отношение пространства и слов было недостаточно рассчитано.
Фасад разделён на несколько углублений: в некоторых, например, в главной нише над входом, имеется капюшон с раковинами и медальоном в центре, в то время как в других, например, в нишах по бокам главного входа, имеются плоские панели мукарнас. Левый скошенный угол, увенчанный нишей мукарнас с именами Мухаммеда и Али, был спроектирован для облегчения поворота транспорта на углу, что является ещё одной уникальной особенностью Каира.

### Минарет
Минарет был добавлен позже мамлюкским эмиром Ялбугой ас-Салими как часть его реставрации в 1393 году или 1397 году. Сохранилась только нижняя часть минарета ас-Салими, построенная из кирпича, покрытого штукатуркой, увенчанного каменными мукарнами, выпуклой лепниной внизу и полосой резных арабесок, прерванных ажурными выступами в середине. Верхняя часть минарета ас-Салими упала в 1412 году и была заменена цилиндрическим финиалом, вероятнее всего, в период Османской империи.

## Галерея

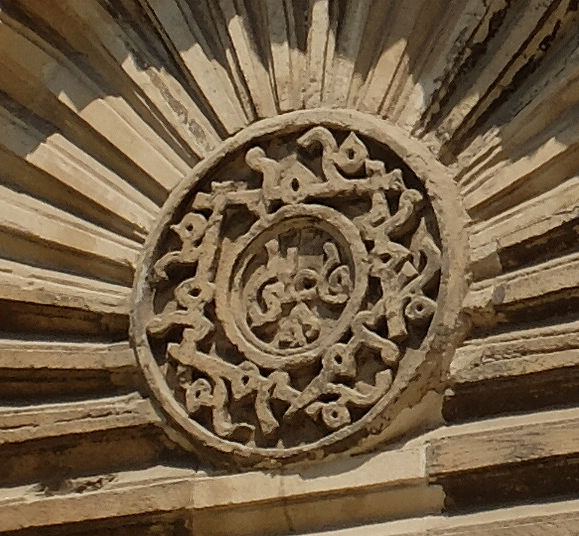
Надпись имени «Мухаммед» выкована 5 раз, и надпись "Али" посередине в левом крыле фасада мечети.
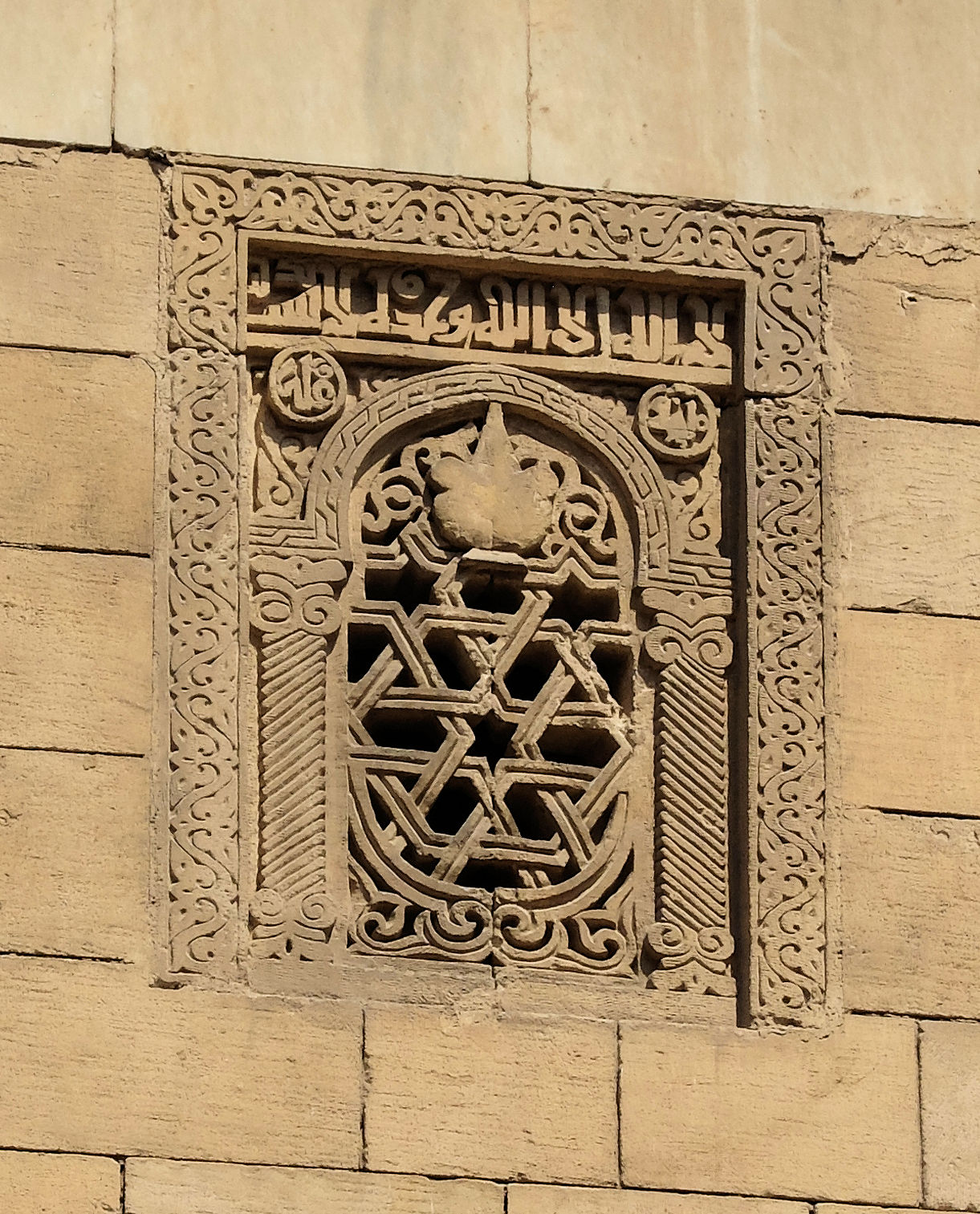
Фанус (лампа Фатимидов) в камне на правой (реконструированной) половине фасада.
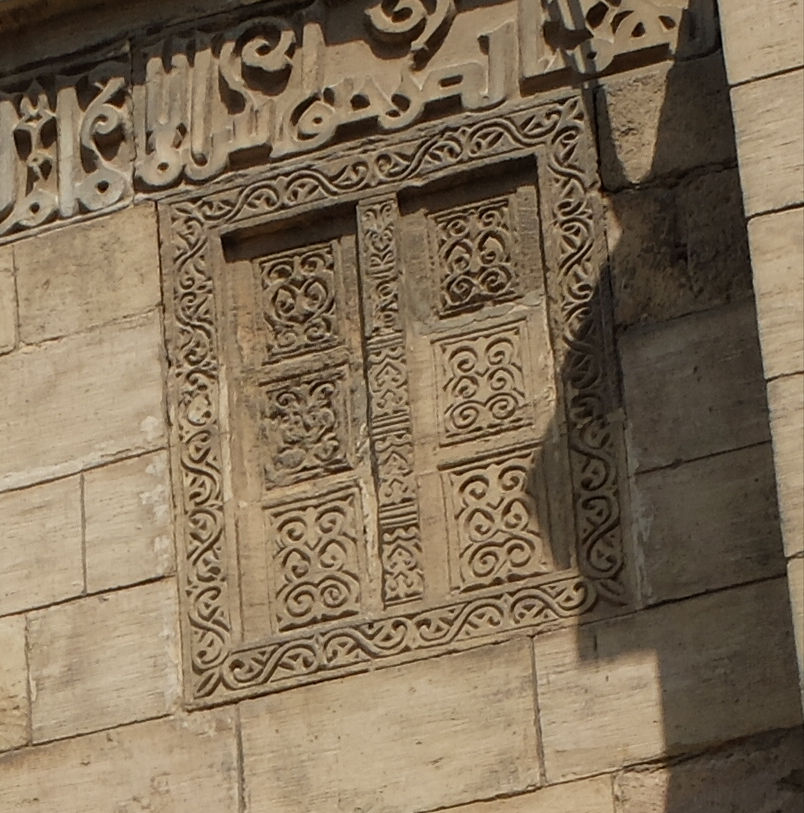
Резное изображение дверей, на левой половине фасада
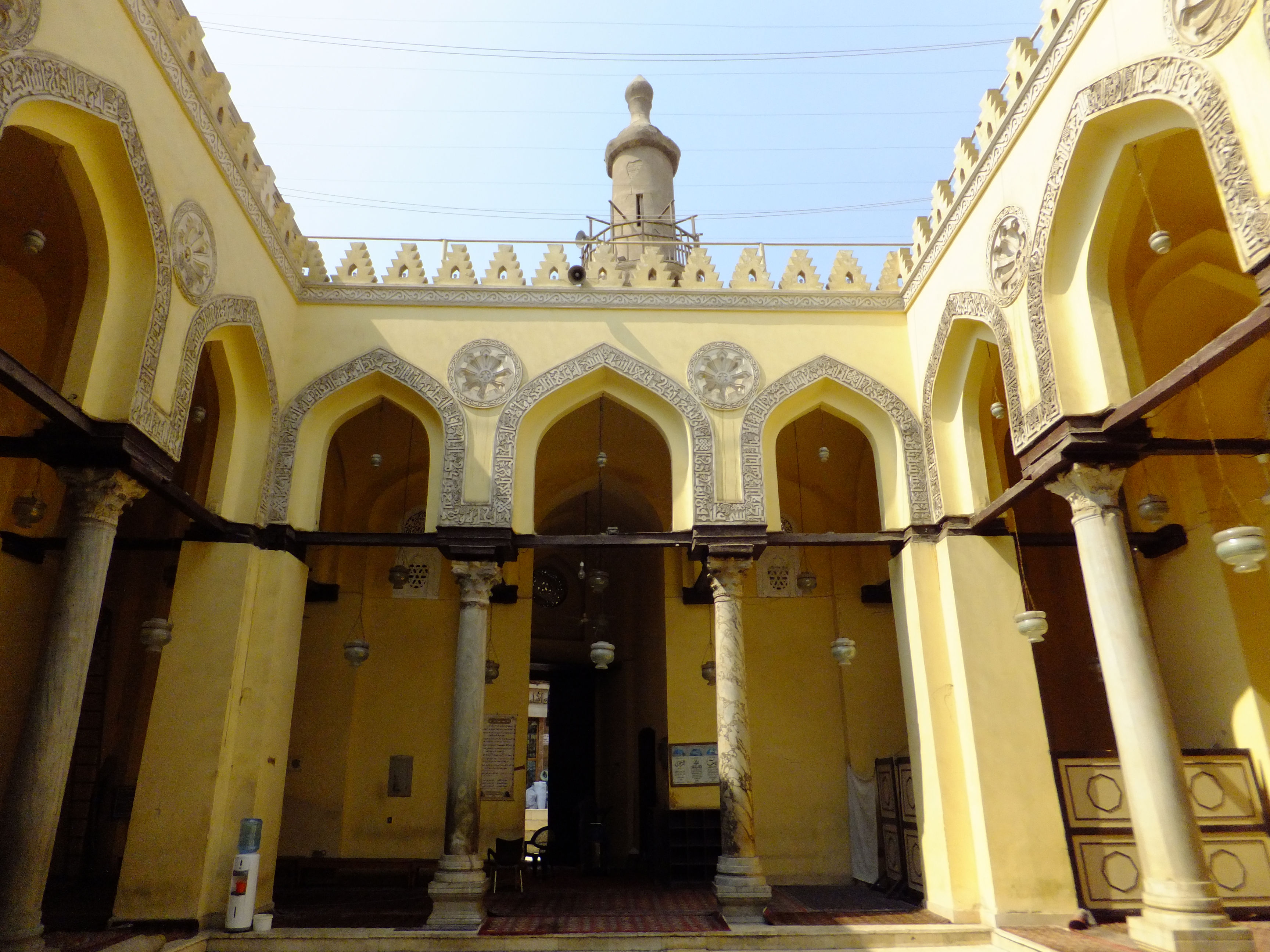
Отремонтированный внутренний двор, смотрящий на минарет. куфические надписи вдоль арок датируются первоначальной конструкцией.
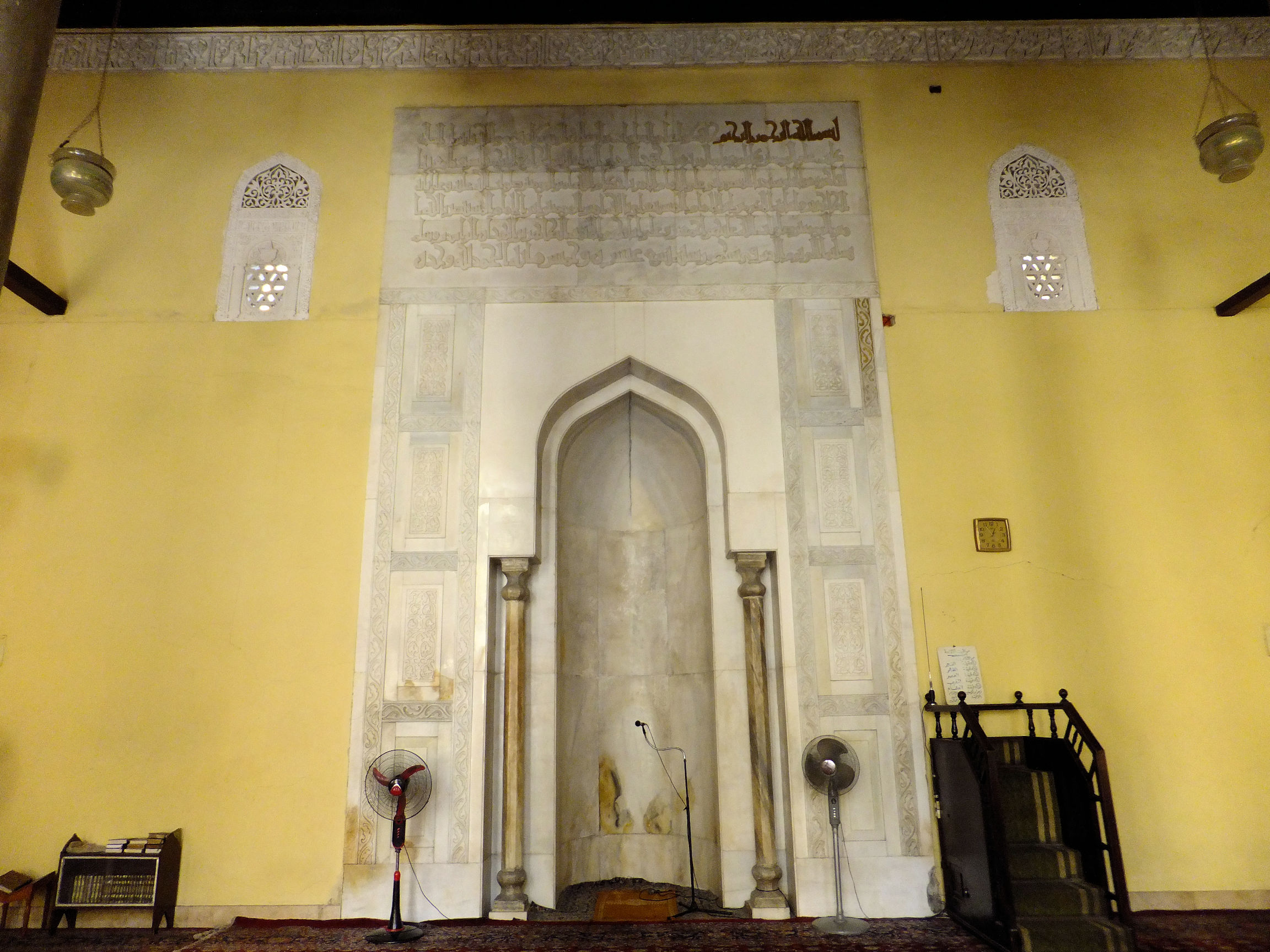
Обновлённый мраморный михраб и интерьер
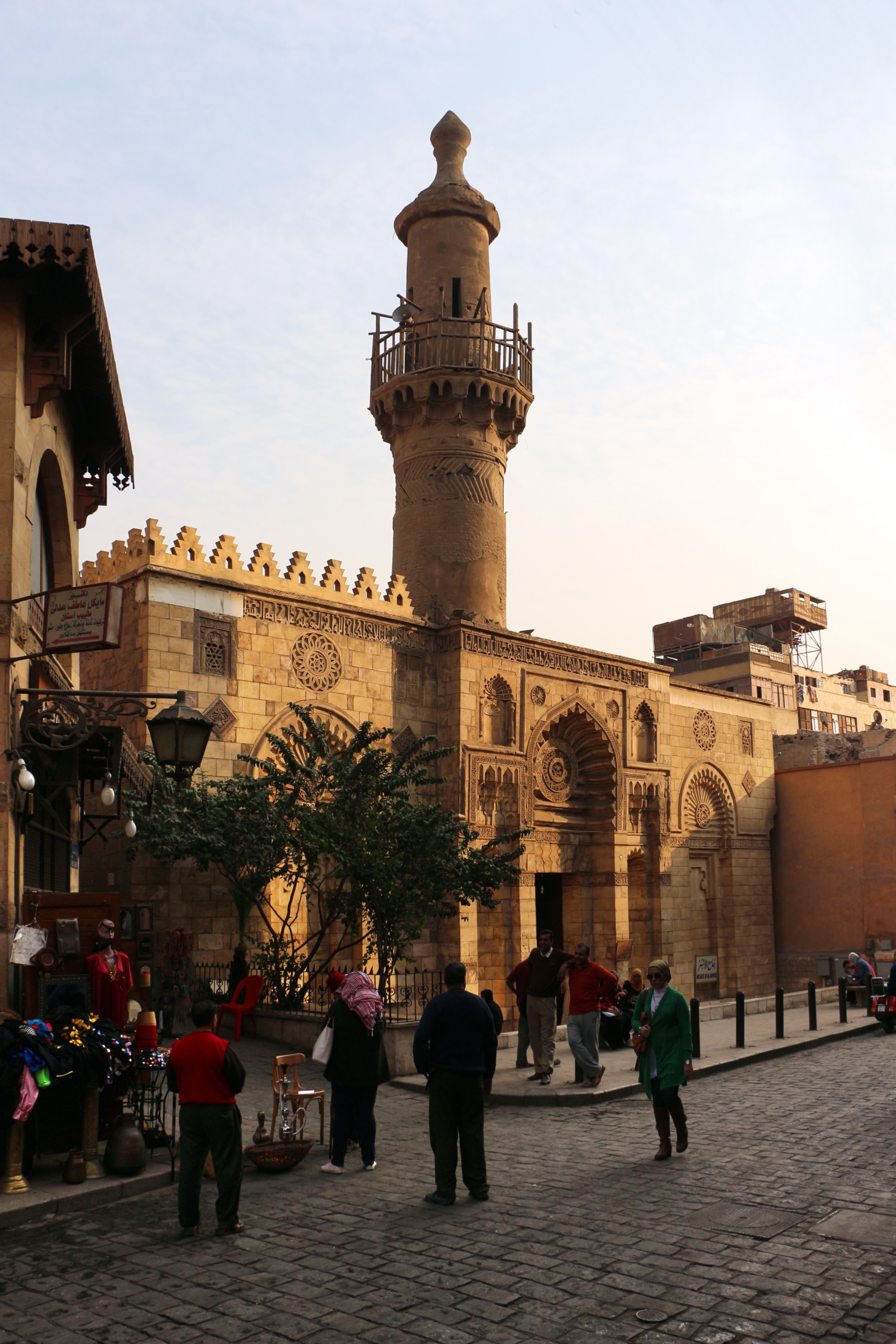
Внешний вид мечети с улицы.